# Cyrillus van Jeruzalem
Cyrillus van Jeruzalem (Grieks: Κύριλλος Α΄ Ἱεροσολύμων) (circa 315 - in of nabij Jeruzalem, 18 maart 386) was bisschop van Jeruzalem. In of rond 335 werd Cyrillus door Makarios van Jeruzalem tot diaken en in 343 door bisschop Maximus van Jeruzalem tot presbyter gewijd. In 348 werd hij door de ariaanse metropoliet Acacius tot bisschop van Jeruzalem gewijd. In 1883 werd Cyrillus door paus Leo XIII uitgeroepen tot kerkleraar.
De precieze toedracht rond de bisschopswijding is niet duidelijk. Bekend is dat Cyrillus weldra in conflict kwam met Acacius vanwege de semi-ariaanse (= anti-ariaanse) standpunten van Cyrillus. Hij was aanhanger van het symbolum van Nicea en werd daarom door de arianen, waaronder ook Acacius, aangevallen. Hoewel hij minder duidelijk was dan Athanasius, keerde Cyrillus zich tegen zowel sabellianisme als arianisme. Een endemische synode veroordeelde hem in 357, waarop hij in de verbanning ging. In 359 terugkerend, werd hij vervolgens in 360 op keizerlijk decreet opnieuw verbannen. Eerst met de aanvang van de regeerperiode van keizer Julianus Apostata (361) kon Cyrillus naar Jeruzalem terugkeren.
In die periode verzette Cyrillus zich tegen plannen van Julianus de Joodse Tempel te herbouwen. Omwille van politieke verwikkelingen na het aantreden van keizer Valens, Julianus' opvolger, die alle door Julianus gerehabiliteerde bisschoppen verdreef, verbleef Cyrillus wederom in asiel tussen 367 en 378 - tot de dood van Valens. Ondanks deze ontberingen kon hij tijdens zijn deelname aan het Concilie van Constantinopel in 381 nog beleven hoe de door Athanasius vertegenwoordigde en door hemzelf later voluit gesteunde christologische ideeën werden bevestigd. 
Cyrillus heeft nauwelijks geschriften nagelaten. Behalve een aantal brieven is rond 350 een 24-tal catechetische homilieën ontstaan, een aantal hiervan is mogelijk onterecht aan Cyrillus toegeschreven en van de hand van zijn opvolger. Hij gaf deze uiteenzettingen in de toen juist gereed gekomen basiliek van het Heilig Graf in Jeruzalem. Hij geeft er een uiteenzetting van de christelijke theologie en liturgie. Alle andere biografische informatie is afkomstig uit andere bronnen, met name van Epiphanius van Salamis, Hiëronymus en de latere 5e-eeuwse Socrates Scholasticus en Theodoretus van Cyrrhus.
Bijzondere betekenis hebben zijn liturgische bespiegelingen en zijn zeer duidelijke standpunt inzake de eucharistie. De Rooms-Katholieke Kerk en de Orthodoxe Kerk vieren zijn gedachtenis op 18 maart. De Orthodoxe Kerk viert zijn feestdag ook nog op 7 mei vanwege zijn verslag over Kruisverheffing in Jeruzalem uit 351.